# 中澤恒貴
中澤 恒貴（なかざわ こうき、2005年7月3日 - ）は、東京都江東区出身のプロ野球選手（内野手・育成選手）。右投右打。福岡ソフトバンクホークス所属。

## 経歴

### プロ入り前
小学校1年生で野球を始める。
中学校は埼玉県の春日部共栄中学校に進学。江戸川北リトルシニアで野球を行った。
卒業後は「高みを目指すならチャレンジしないと、成長できない」として、坂本勇人、北條史也、武岡龍世などを輩出した八戸学院光星高等学校に進学。1年次の秋から遊撃手のレギュラーとなった。2年次・3年次は夏の甲子園出場に貢献し、3年次は主将としてチームのベスト8入りに尽力した。自身の甲子園での通算成績は打率.286（21打数6安打）、5打点という成績であった。高校の1学年先輩に、後に再びプロでチームメイトとなる佐藤航太がいた。
2023年10月26日に開催されたプロ野球ドラフト会議にて、福岡ソフトバンクホークスより育成4位指名を受けた。11月20日に支度金300万円、年俸300万円という条件で入団に合意。背番号は131。また、指名後の12月に、亜脱臼を繰り返していたという左肩の手術を受けた。

### ソフトバンク時代
2024年は先述の手術の影響で、春季キャンプはリハビリ組でスタートすることとなった。リハビリ期間中に投球マシンによる打撃検定で、最難関の級をクリアした。実戦出場が叶ったのは夏場以降となり、シーズンではダイビングキャッチなど左肩に負担のかかるプレーに制限がかけられた。最終的に三軍・四軍では36試合の出場で、打率.245を記録した。
2025年は春季キャンプで、一軍の練習試合に出場した。

## 選手としての特徴
高校通算24本塁打を誇る打撃力と、守備力が高く評価されている。

## 詳細情報

### 背番号
- 131（2024年[8] - ）